# Petra Santy
Pour les articles homonymes, voir Santy (homonymie).
Petra Santy, née le 8 novembre 1982 à Courtrai, est une kayakiste belge.

## Carrière
Petra Santy remporte la médaille d'argent en K1 500 mètres aux Championnats d'Europe de course en ligne 2004.
Elle participe également aux Jeux olympiques d'été de 2004 ; elle est éliminée en demi-finales de l'épreuve de K1 500 mètres.